# Rhodoszi Hieronümosz
Rhodoszi Hieronümosz (ógörögül: Ἱερώνυμος ὁ Ῥόδιος, latinul: Hieronymus), (i. e. 290 körül – i. e. 230 körül) ókori görög filozófus.
Hieronümosz Rodosz-szigetéről származott, és az emlékirat-irodalom egyik legkiválóbb képviselője volt a maga korában. Műveit Athenaiosz és Diogenész Laertiosz idézeteiből ismerjük. Cicero olyant személyként idézi, akinek életcélja az apatheia (fájdalommentes állapot) volt. (Cic. fin. 2, 3, 8. 5, 15, 14. Tusc. disp. 2, 6, 15.)